# Яхово
Яхово (пол. Jachowo, нім. Hanswalde) — село в Польщі, у гміні Лельково Браневського повіту Вармінсько-Мазурського воєводства.
Населення — 114 осіб (2011).
У 1975-1998 роках село належало до Ельблонзького воєводства.

## Демографія
Демографічна структура станом на 31 березня 2011 року:
|          | Загалом | Допрацездатний вік | Працездатний вік | Постпрацездатний вік |
| -------- | ------- | ------------------ | ---------------- | -------------------- |
| Чоловіки | 54      | 6                  | 44               | 4                    |
| Жінки    | 60      | 11                 | 36               | 13                   |
| Разом    | 114     | 17                 | 80               | 17                   |